# Vanići
Vanići is een plaats in de gemeente Dvor in de Kroatische provincie Sisak-Moslavina. De plaats telt 86 inwoners (2001).